# Elizabeth Okie Paxton
Elizabeth Okie Paxton (* 17. März 1878 in Providence; † 2. April 1972 in Boston) war eine amerikanische Malerin. Sie ist vor allem für Stillleben und häusliche Genreszenen im Stil des Tonalismus und Impressionismus bekannt. Ihr Mann war der Maler William McGregor Paxton.

## Leben
Elizabeth Okie kam als Tochter von Howard Okie und seiner Frau Elizabeth, geborene Vaughn, in Providence zur Welt. Zur Familie gehörte zudem die Schwester Adele. Ihre künstlerische Ausbildung erhielt Elizabeth Okie in den frühen 1890er Jahren an der Cowles Art School in Boston. Einer ihrer Lehrer war William McGregor Paxton, mit dem sie sich 1896 verlobte. Zu ihrem Umfeld gehörten zudem die Maler Joseph DeCamp Ernest Lee Major, Edmund C. Tarbell und Philip Leslie Hale, die wie Okie und Paxton zur Künstlergruppe Boston School zählen. Die Hochzeit von Elizabeth Okie mit William McGregor Paxton folgte am 3. Januar 1899. Das Paar blieb kinderlos und lebte in Newton. Die Sommermonate verbrachten beide häufig an der Küste von Massachusetts auf Cape Cod oder Cape Ann. Ab 1901 unternahmen die Paxtons wiederholt Reisen nach Europa.
Elizabeth Okie Paxton stand ihrem Mann wiederholt Modell und unterstützte ihn in seiner Arbeit. In ihrem eigenen Werk konzentrierte sie sich auf Stillleben und Interieurs. Ihr Malstil erinnert teilweise an Gemälde der französischen Impressionisten, bei den Kompositionen ist gelegentlich der Einfluss von Jan Vermeer und Jean Siméon Chardin erkennbar. Besonders häufig malte sie Blumenstillleben und Arrangements mit dekorativem Geschirr. Insbesondere kostbare Porzellane sind wiederholt in ihren Bildern zu sehen.
Elizabeth Okie Paxton nahm vielfach an Ausstellungen teil. So zeigte sie ihre Werke 1916 und 1917 in der Pennsylvania Academy of the Fine Arts in Philadelphia und war zwischen 1912 und 1941 sechsmal auf der Biennale der Corcoran Gallery of Art in Washington, D.C. vertreten. Darüber hinaus stellte sie mehrfach in der National Academy Museum and School in New York City aus. Auf der Weltausstellung Panama-Pacific International Exposition in San Francisco erhielt sie 1915 eine Silbermedaille für das Gemälde In the Morning. Sie war zudem auf der Weltausstellung 1939 in New York vertreten.
Nach dem Tod ihres Mannes 1941 lebte Elizabeth Okie Paxton in Boston. Sie widmete sich in den letzten Lebensjahren vor allem dem Nachlass ihres Mannes. Sie starb 1972 im Alter von 94 Jahren. Werke in öffentlichen Sammlung sind beispielsweise die Gemälde Sick a-Bed von 1916 (Pennsylvania Academy of the Fine Arts, Philadelphia), At Auction von 1920 (Sheldon Museum of Art, Lincoln (Nebraska)) und The open window von 1921 (Museum of Fine Arts, Boston).